# Monospilus dispar
Monospilus dispar is een watervlooiensoort uit de familie van de Chydoridae. De wetenschappelijke naam van de soort is voor het eerst geldig gepubliceerd in 1861 door Georg Ossian Sars.